# Vane (egenskab)
 For alternative betydninger, se Vane. (Se også artikler, som begynder med Vane)
Vane er i psykologien en tillært handling, der som regel udføres automatisk uden bevidst planlægning. I dagligsproget dækker ordet også handlingsformer som i psykologien regnes som motivhandlinger, f.eks. at bide negle eller ryge.
En vane som betragtes som negativ kaldes en last.